# Chalaux
Chalaux é uma comuna francesa na região administrativa de Borgonha-Franco-Condado, no departamento Nièvre. Estende-se por uma área de 10,44 km². Em 2010 a comuna tinha 86 habitantes (densidade: 8,2 hab./km²).